# Жан IV (герцог Бретані)
Жан IV де Монфор (фр. Jean de Montfort; 1295 — 16/26 вересня 1345) — герцог Бретані у 1341—1345 роках, граф Монфор (як Жан II).

## Життєпис

### Молоді роки
Походив з династії Дрьо. Син Артура II, герцога Бретані, та його другої дружини Іоланда де Дрьо. Народився у 1295 році у замку Еннбон. У 1312 році помер його батько. Водночас склалися доволі погані стосунки зі зведеним братом — герцогом Жаном III, який розпочав у 1313 році судовий процес проти Іоланди де Дрьо стосовно анулювання її шлюбу з покійним Артуром II. За цих умов Жан з матір'ю перебрався до родинних земель в Іль-де-Франсі.
У 1329 році Жан одружився в Шартрі з донькою Людовика I де Дамп'єра, графа Неверского. У серпні 1330 роки після смерті своєї матері Жан успадкував графство Монфор-д'Аморі. З цього моменту він став відомим як Жан де Монфор, а його рід дістав назву Монфору (хоча за фактом — Дрьо).
Незабаром став претендентом на герцогство Бретань, оскільки у Жана III не було спадкоємців. Проте останній негативно ставився до Жана де Монфора. Він більше схилявся до передачі Бретані королю Франції. Втім, проти цього виступили бретонські барони. Питання стосовно законного спадкоємця не було вирішено до самої смерті герцога у 1341 році.

### Боротьба за Бретань
Жан в претензії на Бретань спирався на Салічне право, проваджене у Франції за короля Філіппа V у 1316 році. Спочатку Жан де Монфор запропонував іншим претендентам на герцогство — Жанні де Пент'євр та її чоловікові Карлу де Блуа розділити Бретань, проте ті відмовилися. Тоді Жана де Монфора було оголошено герцогом на синоді єпископів і шляхти в Нанті. Тим самим Жан де Монфор спровокував початок війни за Бретонську спадщину, що стала частиною Столітньої війни між Англією та Францією.
Завдяки захопленій герцогській скарбниці Жану IV вдалося зібрати потужне наймане військо, з яким він захопив Ренн, Ванн, Орей, Еннбон, Кемпер, Сен-Брієк, Ламбаль, Джугон, Дінан, Доль-де-Бретань, Брест. На його бік перейшов Ерве VII де Леон. Але проти нього виступив впливовий рід Роганів. Водночас у боротьбі з суперниками Жан IV уклав союз з англійським королем Едуардом III. Останній на підтвердження прав Жана IV на Бретань надав його графство Річмонд, давнє спадкове володіння бретонських герцогів.
У вересні 1341 року в Конфлані судова асамблея, скликана королем Філіппом VI вирішила суперечку не на користь Жана IV, у якого було конфісковано графство Монфор та володіння в Лімузені. Вже у жовтні того ж року Жан IV опинився в облозі в Нанті, якою керували Карл де Блуата французький герцог Жан. З огляду на складну ситуацію 21 листопада 1341 року містяни видали його Карлу де Блуа. Жана де Монфора було запроторено до в'язниці Лувру. Під час його перебування в полоні дружина Жанна успішно захищала місто Еннбон проти французьких військ до прибуття навесні 1342 року англійського загону під командуванням Волтера Менні. 1343 року завдяки втручанню папи римського Климента VI було підписано перемир'я, за яким Жан IV отримав волю, перебравшись до Англії.
У 1344 році Жан IV втратив місто Кемпер, захоплене Карлом де Блуа, і був узятий в полон. 27 березня 1345 він вдруге втік з ув'язнення до Англії. За допомогою війська Едуарда III відібрав місто назад, розгромивши Карла де Блуа і його прихильників в битві при Кадорі. Проте він отримав важке поранення, від якого незабаром помер. Його справу продовжив син Жан.

## Родина
Дружина — Жанна, донька Людовика I де Дамп'єра, графа Невера.
Діти:
- Жан (1339—1399), герцог Бретані у 1345—1399 роках
- Жанна (1341—1402), дружина Ральфа Бассета, сеньйора Дрейтона